# CIEP 449 Leonel de Moura Brizola de Niterói
 (juillet 2018).
Si vous disposez d'ouvrages ou d'articles de référence ou si vous connaissez des sites web de qualité traitant du thème abordé ici, merci de compléter l'article en donnant les références utiles à sa vérifiabilité et en les liant à la section « Notes et références ».
Le Centre Intégré d'Éducation Publique (CIEP) 449 Governador Leonel Moura Brizola -Intercultural Brasil-França est un établissement public brésilien, accueillant des élèves de niveau lycée. 
Il est situé dans le quartier de Charitas, à Niteroi et porte le nom de l'ex-gouverneur de l'État de Rio de Janeiro de 1983 à 1987 puis de 1991 à 1994, Leonel de Moura Brizola.
De nombreuses lignes de bus desservent l’établissement (notamment les lignes urbaines 17 et 33) qui se situe face à la station CCR Barcas de Charitas.

## Lycée public brésilien bilingue franco-portugais
Inauguré le 29 janvier 2014 par le gouverneur de l'État de Rio de Janeiro, cet établissement relève de la Secretaria de Estado de Educação do Rio de Janeiro - SEEDUC et est le premier lycée public bilingue français-portugais labellisé pour la qualité de son enseignement. En tant que « dupla escola », ce lycée propose un enseignement à temps plein. Les horaires des classes s'étendent de 7 h à 17 h du lundi au vendredi et comprennent, en plus du programme scolaire régulier, un dispositif bilingue : les élèves suivent 18 cours de français ou en français par semaine à travers trois disciplines : langue française, biologie en français et projet de vie et culture.
À la rentrée scolaire de 2017, le lycée comptait 37 professeurs et environ 270 élèves répartis en 9 classes réparties en 3 niveaux.
L’inscription au lycée n’est pas soumise à des critères de sélection basés sur la langue française et, de fait, est ouverte à tout type de public.

## Partenariat avec la France
Une autre particularité du lycée CIEP 449 Leonel de Moura Brizola réside dans l’étroite collaboration de l’établissement avec la France. Un partenariat avec l'Académie de Créteil assure la mobilité de professeurs et d’étudiants, notamment la mise à disposition d’un professeur français de biologie au lycée de Niterói, tandis qu’un professeur brésilien de portugais est détaché dans les établissements de Noisy-le-Grand.
Un second partenariat existe avec le Consulat général de France de Rio : appui en formation pour les professeurs et les équipes du lycée de Niterói, expertise éducative, conseils en ressources et mise à disposition d’un lecteur de français langue étrangère.
Aussi, l´établissement est jumelé au Lycée International de l´Est Parisien, à Noisy-le-Grand. En outre, tous les élèves sortants sont encouragés à passer le DELF (Diplôme élémentaire de langue française), en partenariat avec l'Alliance française de Niteroi, de niveau B1 à niveau B2.
Par ailleurs, l’établissement a reçu en décembre 2016, des mains du Consul Général de France à Rio de Janeiro, le label FrancEducation, qui récompense l’excellence de son dispositif bilingue français-portugais.

## Le journal de l’école
Le lycée CIEP 449 Leonel de Moura Brizola est aussi doté d’un journal de l’école qui relate aussi bien les événements et la vie quotidienne au sein de l’établissement que l’actualité nationale et internationale. Il est consultable en version numérique via la plateforme Weebly  ou la  page facebook du journal sur laquelle est annoncé chaque nouvel article publié.